# Den hněvu
Den hněvu je dánské filmové drama známého režiséra Carla Theodora Dreyera z roku 1943. Jedná se o adaptaci divadelní hry Anne Pedersdotter Hanse Wiers-Jenssena. Samotné jméno (Vredens dag) upomíná na jeden středověký hymnus. Dreyer snímek natočil po jedenáctileté tvůrčí pauze a v situaci německé okupace Dánska se nemohl vyhnout skrytým paralelám. Jde o temný příběh ze 17. století o vztazích v rodině pastora na pozadí čarodějnických procesů. Hlavními tématy snímku jsou především zlo a jeho vliv na člověka.

## Děj
Pastor Absalon žije ve druhém manželství s mnohem mladší ženou Anne, jejíž matku kdysi zachránil před upálením, které jí hrozilo kvůli podezření z čarodějnictví. Když je nyní jedna stará žena opět označena za čarodějnici, pastor se jí nezastane a i jeho přičiněním skončí na hranici.
Avšak ještě před svojí smrtí stařena obviní Absalona, že Anninu matku zachránil jen proto, aby si mohl vzít za ženu její dceru. Předtím, než je stařena vydána plamenům, varuje Absalona, že i jeho mladá žena je nadána čarodějnickou silou.
Když se Absalonův dospělý syn z prvního manželství Martin vrátí domů, stane se rázem velkým pokušením pro svoji nevlastní matku. Ta u něj nalézá i porozumění, které se jí příliš nedostávalo od starého manžela.
Tak začíná něžná láska, která ovšem nemůže mít dlouhého trvání. Martin postupně podléhá výčitkám svědomí a bojí se vztah udržovat i nadále. Absalon se nakonec ptá Anne, zda mu nevyčítá, že se jí ani neptal, jestli ho chce za muže. Ona ho obviní, že jí působil vždy jen zlo, a Absalon umírá. Absalonova matka obviní Anne z čarodějnictví, Martin ji hájí, Anne se však přiznává.

## Hrají
- Kirsten Andreasen
- Sigurd Berg
- Albert Høeberg - biskup
- Harald Holst
- Emanuel Jørgensen
- Sophie Knudsen
- Preben Lerdorff Rye - Martin, Absalonův syn z prvního manželství
- Lisbeth Movin - Anne Pedersdotter, Absalonovo druhá žena
- Preben Neergaard - Degn
- Sigrid Neiiendam - Merete, Absalonova matka
- Emilie Nielsen
- Thorkild Roose - reverend Absalon Pederssøn
- Hans Christian Sørensen
- Anna Svierkier - Herlofs Marte
- Olaf Ussing - Laurentius
- Dagmar Wildenbrück